# Long Điền Đông A
Long Điền Đông A là một xã thuộc huyện Đông Hải, tỉnh Bạc Liêu, Việt Nam.

## Địa lý
Xã Long Điền Đông A nằm ở phía đông bắc huyện Đông Hải, có vị trí địa lý:
- Phía đông giáp huyện Hòa Bình
- Phía tây giáp xã Long Điền
- Phía nam giáp xã Long Điền Đông
- Phía bắc giáp thị xã Giá Rai.

Xã Long Điền Đông A có diện tích 47,77 km², dân số năm 2022 là 16.982 người, mật độ dân số đạt 355 người/km².

## Hành chính
Xã Long Điền Đông A được chia thành 8 ấp: 1, 2, 3, 4, Châu Điền, Hiệp Điền, Mỹ Điền, Phước Điền.

## Lịch sử
Sau năm 1975, xã Long Điền Đông A thuộc huyện Giá Rai, tỉnh Minh Hải.
Ngày 13 tháng 4 năm 1991, Ban Tổ chức Chính phủ ban hành Quyết định số 183/QĐ-TCCP về việc sáp nhập xã Long Điền Đông A vào xã Long Điền Đông.
Ngày 6 tháng 11 năm 1996, Quốc hội ban hành Nghị quyết về việc chia tỉnh Minh Hải thành tỉnh Bạc Liêu và tỉnh Cà Mau. Khi đó, xã Long Điền Đông thuộc huyện Giá Rai, tỉnh Bạc Liêu.
Ngày 25 tháng 8 năm 1999, Chính phủ ban hành Nghị định số 82/1999/NĐ-CP về việc thành lập xã Long Điền Đông A thuộc huyện Giá Rai trên cơ sở 5.947,93 ha diện tích tự nhiên và 15.342 nhân khẩu của xã Long Điền Đông.
Ngày 24 tháng 12 năm 2001, Chính phủ ban hành Nghị định số 98/2001/NĐ-CP về việc chuyển xã Long Điền Đông A thuộc huyện Giá Rai về huyện Đông Hải mới thành lập quản lý.